# 春富村 (熊本県)
春富村（はるどみむら）は、熊本県の北部、玉名郡にかつてあった村。

## 歴史
- 1889年4月1日 - 玉名郡西吉地村、上和仁村、中林村、東吉地村、中和仁村、和仁村が合併し成立。
- 1955年4月1日 - 玉名郡神尾村、緑村と合併し、三加和村となる。

## 出身有名人
- 金栗四三（マラソン選手）